# Hemerocallis citrina
Hemerocallis citrina és una espècie de planta monocotiledònia dins de les conegudes de forma comuna com "lliris de dia". És una planta herbàcia, perenne i amb rizoma. És planta nativa de la Xina. Es fa servir com planta ornamental i planta medicinal. Les seves flors tenen l'aroma de la llimona i són de color groc clar i de fins a 15 cm de llargada reunides dalt d'un escap llarg. Floreix de nit.

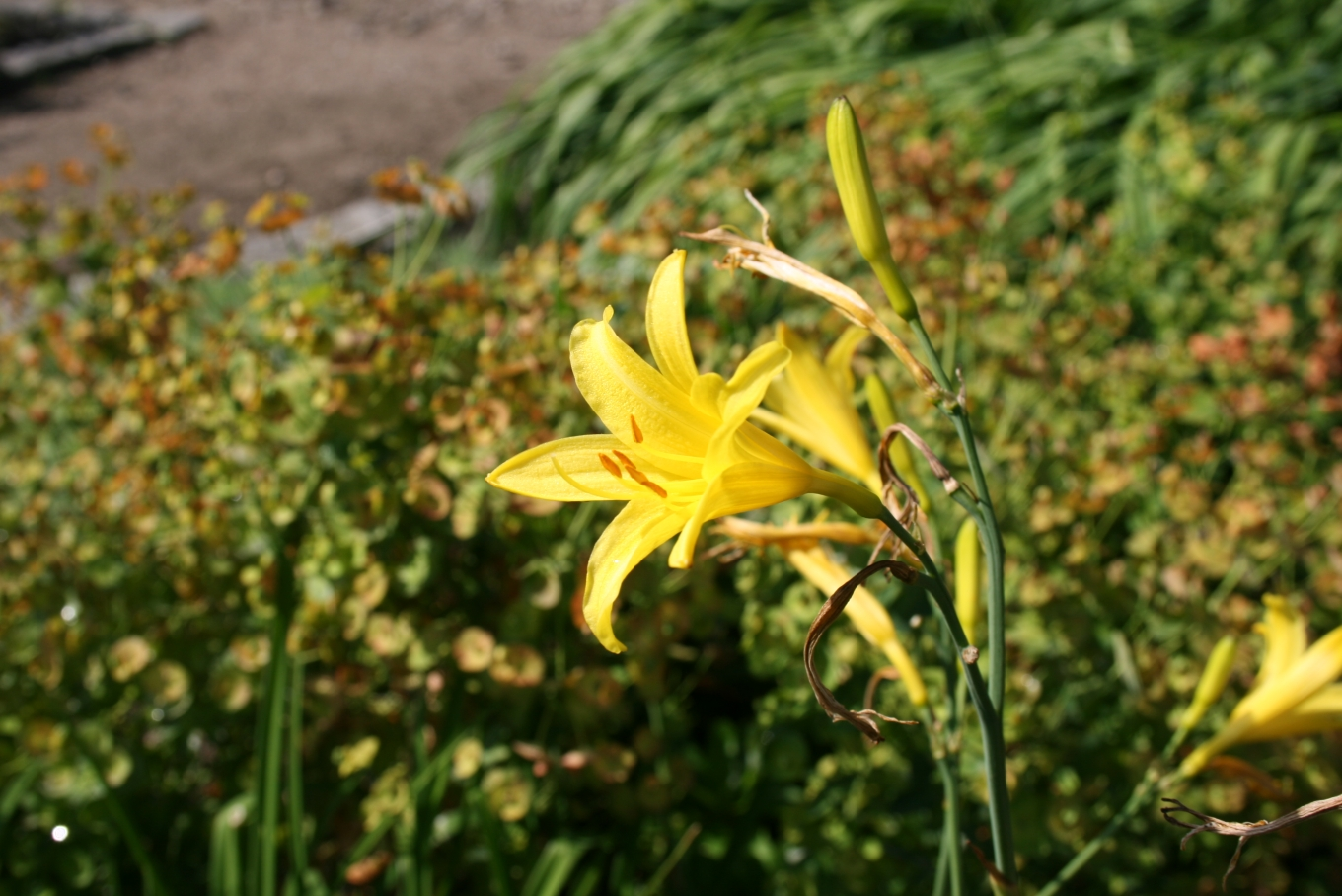
Hemerocallis citrina, flor.

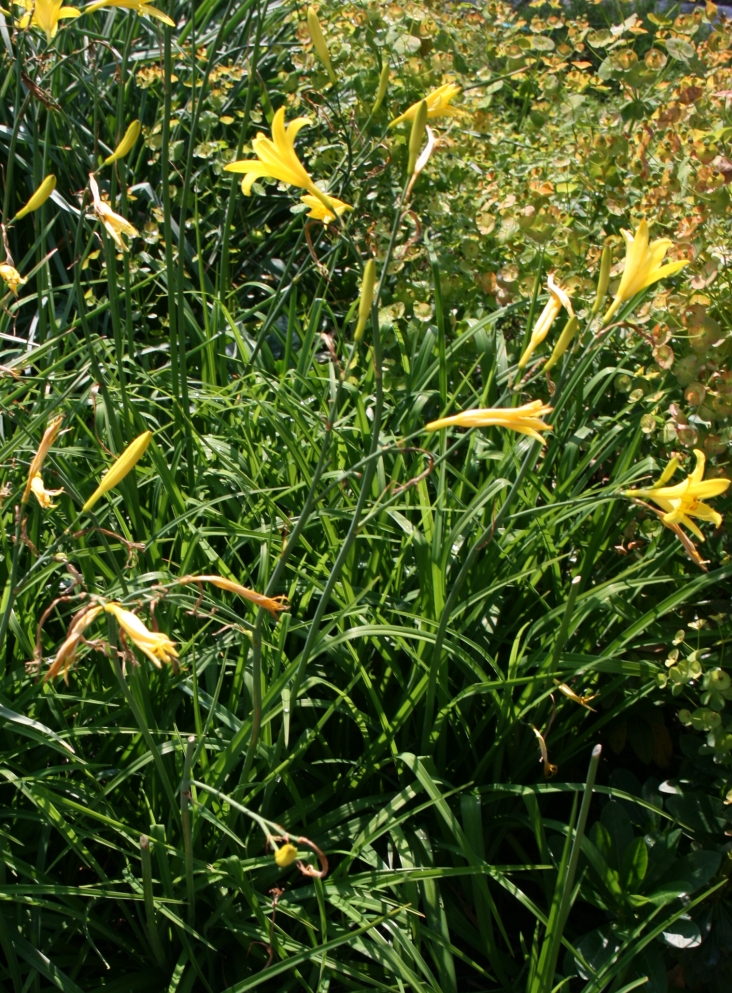
Aspecte general de les plantes d'Hemerocallis citrina